# Double Fantasy
Double Fantasy (з англ. — «Подвійна фантазія») — студійний альбом Джона Леннона та Йоко Оно, випущений 1980 року, за три тижні до трагічної загибелі Леннона. Альбом сягнув першого місця в британському та американському хіт-парадах. Два сингли з альбому («(Just Like) Starting Over» та «Woman») очолили хіт-парад Великої Британії та посіли № 1 і № 2 у США відповідно. 1982 року Дугласа, Леннона (посмертно) і Оно нагородили премією Греммі в категорії «найкращий альбом року». 1989 року альбом включили під 29-ю позицією в список 100 найкращих альбомів 1980-х років журналу Rolling Stone.

## Про альбом
Альбому передував вихід сингла «(Just Like) Starting Over» разом із піснею Оно «Kiss Kiss Kiss» на зворотній стороні пластинки. Його випустили як сингл 20 жовтня 1980 року в США і за чотири дні — у Великій Британії. Спочатку сингл сягнув позиції № 8 у Великій Британії, а після вбивства Джона Леннона піднявся до першого місця. У США він також досяг вершини чарта.
Альбом випустили 17 листопада одночасно у Великій Британії та США. Лейбл Geffen планував спеціальну обкладинку для повернення Леннона, але Оно не могла визначитися із фотографією. Щоб встигнути випустити альбом до Різдва, Geffen використали один сингл як передню обкладинку, а для задньої обкладинки взяли кадр із тієї ж фотосесії. Треки були впорядковані як діалог між Ленноном і Оно: кожна пісня Джона чергувалася з піснею Йоко. На обкладинці перших партій альбому порядок пісень не був вказаний. 
Перші продажі альбому були мляві. У Великій Британії альбом сягнув лише позиції № 14, а пізніше впав до № 46, у США сягнув позиції № 11. Пізніше диск очолив американський альбомний чарт Billboard і тримався на № 1 вісім тижнів, а у Великій Британії піднявся до № 2, де тримався 7 тижнів, а пізніше на 2 тижні очолив хіт-парад.
Трек «Woman» став посмертним синглом Леннона (на зворотній стороні — пісня Оно «Beautiful Boys»). Він вийшов 12 січня 1981 року у США і 16 січня у Великій Британії, досягши № 1 у Великій Британії та США у чарті Cash Box — і № 2 у чарті Billboard Hot 100, де протримався три тижні. Фінальним синглом з диску стала пісня «Watching the Wheels» (на зворотній стороні трек Оно «Yes, I’m Your Angel»), який досягнув позиції № 10 у США і № 30 у Великій Британії. Цей сингл випустили 13 березня 1981 року у США і 27 березня у Великій Британії.
Примірник цього альбому, який Джон Леннон підписав Марку Чепмену, виставили на продаж за 525 тисяч доларів США 2003 року. 2010 року його знову виставили на продаж. За деякими даними, у квітні 2011 року його продали за 530 тисяч фунтів.

## Список композицій
1. «(Just Like) Starting Over» / (Наче) стартуємо знову (Джон Леннон) — 3:56
2. «Kiss Kiss Kiss» / Поцілуй, поцілуй, поцілуй (Йоко Оно) — 2:41
3. «Cleanup Time» / Час прибирання (Джон Леннон) — 2:58
4. «Give Me Something» / Дай мені щось (Йоко Оно) — 1:35
5. «I’m Losing You» / Я гублю тебе (Джон Леннон) — 3:57
6. «I’m Moving On» / Я рухаюся вперед (Йоко Оно) — 2:20
7. «Beautiful Boy (Darling Boy)» / Прекрасний хлопчик (Дорогий хлопчик) (Джон Леннон) — 4:02
8. «Watching the Wheels» / Спостерігаючи за колесами (Джон Леннон) — 4:00
9. «Yes I’m Your Angel» / Так, я твій ангел (Йоко Оно) — 3:08
10. «Woman» / Жінка (Джон Леннон) — 3:32
11. «Beautiful Boys» / Прекрасні хлопчики (Йоко Оно) — 2:55
12. «Dear Yoko» / Дорога Йоко (Джон Леннон) — 2:34
13. «Every Man Has A Woman Who Loves Him» / Кожен чоловік має жінку, яка любить його (Йоко Оно) — 4:02
14. «Hard Times Are Over» / Тяжкі часи закінчилися (Йоко Оно) — 3:20
15. «Help Me to Help Myself» / Допоможи мені допомогти самому собі (Джон Леннон)*
16. «Walking on Thin Ice» / Гуляючт по тонкому льоду (Йоко Оно)*
17. Central Park Stroll (Dialogue) / Прогулянка по Центральному парку (діалог)*

- Композиції з’явилися на перевиданні альбому 2000 року.

## Учасники запису
Музиканти
- Джон Леннон — вокал, ритм-гітара, акустична гітара, піаніно, клавішні, синтезатор
- Йоко Оно — вокал
- Ерл Слік — соло-гітара
- Г'ю МакКракен — соло-гітара
- Тоні Левін — бас-гітара
- Джордж Смолл — клавішні, піаніно, синтезатор
- Енді Ньюмарк — барабани
- Артур Дженкінс — перкусія
- Ед Волш — синтезатор Oberheim
- Ренді Стайн — англійська концертина
- Роберт Грінідж — сталевий барабан на «Beautiful Boy»
- Метью Каннінгем — ковані цимбали на «Watching the Wheels»
- Говард Джонсон — горн
- Грант Хангерфорд — горн
- Джон Парран — горн
- Селдон Пауелл — горн
- Джордж «Young» Опаліський — горн
- Роджер Розенберг — горн
- Девід Тофані — горн
- Рональд Тулі — горн
- Cas Mijac (Мішель Сімпсон, Кассандра Вутен, Шеріл Мейсон Джекс) — бек-вокал
- Ерік Троєр — бек-вокал
- Benny Cummings Singers — бек-вокал
- The Kings Temple Choir — бек-вокал

Технічний персонал
- Джек Дуглас — аранжування, продюсування
- Джон Леннон — аранжування, продюсування
- Йоко Оно — аранжування, продюсування
- Тоні Давіліо — аранжування горнів, музичний асистент
- Тошіхіро Хамая — асистент продакшену
- Фредерік Сімен — асистент продакшену
- Джулі Ласт — асистент звукорежисера
- Джордж Марино — оригінальний мастеринг та ремастеринг
- Лі Де Карло — звукорежисер
- Джон Сміт — асистент звукорежисера
- Джеймс А. Болл — асистент звукорежисера
- Кішін Сінояма — обкладинка та фотографії
- Крістофер Уорф — художні роботи

## Нагороди та номінації

### Grammy Awards
| Рік  | Номіновано                  | Нагорода                                 | Результат |
| ---- | --------------------------- | ---------------------------------------- | --------- |
| 1982 | Double Fantasy              | Найкращий альбом року                    | Перемога  |
| 1982 | Double Fantasy              | Найкраще чоловіче вокальне поп-виконання | Номінація |
| 1982 | «(Just Like) Starting Over» | Найкращий запис року                     | Номінація |

## Чарти
| Чарт (1980/81)                          | Найвища позиція |
| --------------------------------------- | --------------- |
| Австралія                               | 1               |
| Австрія                                 | 1               |
| Канада RPM Albums Chart                 | 1               |
| Нідерланди Mega Albums Chart            | 4               |
| Франція SNEP Albums Chart               | 2               |
| Італія                                  | 6               |
| Японія, Japanese Oricon LP Chart        | 2               |
| Нова Зеландія, New Zealand Albums Chart | 1               |
| Норвегія, VG-lista                      | 1               |
| Швеція, Albums Chart                    | 1               |
| Велика Британія UK Albums Chart         | 1               |
| США Billboard 200                       | 1               |
| Німеччина                               | 2               |

| Чарт (1980)             | Позиція |
| ----------------------- | ------- |
| Франція                 | 16      |
| Велика Британія         | 12      |
| Чарт (1981)             | Позиція |
| Australian Albums Chart | 1       |
| Австрія                 | 2       |
| Канада                  | 3       |
| Італія                  | 9       |
| Japanese Albums Chart   | 29      |
| Велика Британія         | 10      |
| США Billboard 200       | 2       |
| Німеччина               | 3       |